# Plan dla Europejskich Państw Współpracujących
Plan dla Europejskich Państw Współpracujących (ang. Plan for European Cooperating State, PECS) − specjalny status europejskiego państwa współpracującego, które ma przygotować się do członkostwa w ESA - przedsiębiorstwa z tych państw mogą brać udział w programach kosmicznych Europejskiej Agencji Kosmicznej. Umożliwia to - obok istniejącej już współpracy naukowej - także kooperację firm państwa z PECS z europejskim przemysłem kosmicznym.
PECS zaproponowany został Czechom, Węgrom, Polsce i Rumunii. Polska, nie będąc formalnie członkiem ESA, co wiąże się ze znaczną składką, zyskuje specjalny status państwa współpracującego, stwarzający znacznie większe możliwości niż dotychczasowe porozumienie o współpracy naukowej. PECS oferuje nowy etap współpracy -integrację technologiczną, z czym wiąże się dostęp do kontraktów przy realizacji różnych przedsięwzięć ESA. Takie kontrakty były zastrzeżone wyłącznie dla państw członkowskich.
Status ten może mieć bardzo szeroki zakres tematyczny w zależności od zaangażowania i zainteresowania danego kraju. W pierwszej kolejności to szeroko pojęte badania przestrzeni kosmicznej - zagadnienia astronomii i astrofizyki, eksploracji Systemu Słonecznego, związków Słońce-Ziemia i związany z tymi badaniami rozwój różnych nowych technologii. Następnie prace z zakresu satelitarnych obserwacji Ziemi, w szczególności monitorowania środowiska oraz meteorologii, aeronomii i geodezji. Ujęte one zostały w ramy Globalnego Monitoringu Środowiska i Bezpieczeństwa (GMES). Osobny dział to telekomunikacja i nawigacja satelitarna.
Polska w PECS działa od początku 2007 roku. Ponieważ program przed wstąpieniem do ESA musi trwać minimum 5 lat, Polska będzie posiadała ten status minimum do 2012 roku.